# Angolai labdarúgó-bajnokság (első osztály)
A Girabola vagy hosszabb nevén Campeonato Nacional de Futebol em Séniores Masculinos, az angolai labdarúgó bajnokságok legfelsőbb osztályának elnevezése. 1979-ben alapították. A bajnok és a második helyezett a Bajnokok ligájában indulhat.

## A 2015-ös bajnokság résztvevői
| Klub                    | Város   |
| ----------------------- | ------- |
| AS Aviação              | Luanda  |
| Benfica de Luanda       | Luanda  |
| Bravos do Maquis        | Luena   |
| Desportivo da Huíla     | Lubango |
| Domant FC               | Caxito  |
| Interclube              | Luanda  |
| Kabuscorp               | Luanda  |
| Petro de Luanda         | Luanda  |
| Primeiro de Agosto      | Luanda  |
| Académica do Lobito     | Lobito  |
| Progresso do Sambizanga | Luanda  |
| Recreativo da Caála     | Caála   |
| CRD Libolo              | Libolo  |
| Sagrada Esperança       | Dundo   |
| Sporting de Cabinda     | Cabinda |
| Progresso da Lunda Sul  | Saurimo |

## Az eddigi bajnokok
A lista tartalmazza a gyarmati időkben lejátszott bajnokságokat.

### Gyarmati-bajnokságok
| - 1941: Sporting de Luanda - 1942: Sporting de Luanda - 1943: Benfica de Benguela - 1944: Sporting de Luanda - 1945: Catumbela - 1946: Sporting de Luanda - 1947: Sporting de Luanda - 1948: ismeretlen - 1949: ismeretlen - 1950: ismeretlen | - 1951: Ferroviário de Nova Lisboa - 1952: Portugal de Benguela - 1953: Ferroviário de Luanda - 1954: Lobito Sports Clube - 1955: Sporting de Luanda - 1956: Sporting de Luanda - 1957: Ferroviário de Luanda - 1958: Catumbela - 1959-64: ismeretlen - 1965 : Atlético de Luanda | - 1966 : Atlético de Luanda - 1967 : Atlético de Luanda - 1968 : Atlético de Luanda - 1969 : Independente Tômbwa - 1970 : Independente Tômbwa - 1971 : Independente Tômbwa - 1972 : Benfica de Nova Lisboa - 1973 : Moxico Luena - 1974 : Ferroviário de Nova Lisboa - 1975 : 12 forduló után törölték |

### Független államként
| - 1979: Primeiro de Agosto - 1980: Primeiro de Agosto - 1981: Primeiro de Agosto - 1982: Petro de Luanda - 1983: Primeiro de Maio - 1984: Petro de Luanda - 1985: Primeiro de Maio - 1986: Petro de Luanda - 1987: Petro de Luanda - 1988: Petro de Luanda - 1989: Petro de Luanda - 1990: Petro de Luanda | - 1991: Primeiro de Agosto - 1992: Primeiro de Agosto - 1993: Petro de Luanda - 1994: Petro de Luanda - 1995: Petro de Luanda - 1996: Primeiro de Agosto - 1997: Petro de Luanda - 1998: Primeiro de Agosto - 1999: Primeiro de Agosto - 2000: Petro de Luanda - 2001: Petro de Luanda - 2002: AS Aviação | - 2003: AS Aviação - 2004: AS Aviação - 2005: Sagrada Esperança - 2006: Primeiro de Agosto - 2007: Interclube - 2008: Petro de Luanda - 2009: Petro de Luanda - 2010: Interclube - 2011: CRD Libolo - 2012: CRD Libolo - 2013: Kabuscorp - 2014: CRD Libolo |

## Örökmérleg
| Klubcsapat         | Aranyérmes | Bajnoki cím                                                                              |
| ------------------ | ---------- | ---------------------------------------------------------------------------------------- |
| Petro de Luanda    | 15         | 1982, 1984, 1986, 1987, 1988, 1989, 1990, 1993, 1994, 1995, 1997, 2000, 2001, 2008, 2009 |
| Primeiro de Agosto | 9          | 1979, 1980, 1981, 1991, 1992, 1996, 1998, 1999, 2006                                     |
| AS Aviação         | 3          | 2002, 2003, 2004                                                                         |
| CRD Libolo         | 3          | 2011, 2012, 2014                                                                         |
| Primeiro de Maio   | 2          | 1983, 1985                                                                               |
| Interclube         | 2          | 2007, 2010                                                                               |
| Kabuscorp          | 1          | 2013                                                                                     |
| Sagrada Esperança  | 1          | 2005                                                                                     |

## Gólkirály
| Szezon | Gólkirály          | Csapat                  | Találatok |
| 1979   | João Machado       | Diabos Verdes           | 18        |
| 1980   | Carlos Alves       | Primeiro de Agosto      | 29        |
| 1981   | Maluca             | Primeiro de Maio        | 20        |
| 1982   | Jesus              | Petro de Luanda         | 21        |
| 1983   | Maluca             | Primeiro de Maio        | 17        |
| 1984   | Jesus              | Petro de Luanda         | 22        |
| 1985   | Jesus              | Petro de Luanda         | 19        |
| 1986   | Túbia              | Interclube              | 20        |
| 1987   | Mavó               | Ferroviário da Huíla    | 20        |
| 1988   | Manuel             | Primeiro de Agosto      | 16        |
| 1989   | André              | Desportivo da Cuca      | 18        |
| 1990   | Mona               | Petro de Luanda         | 17        |
| 1991   | Amaral Aleixo      | Sagrada Esperança       | 23        |
| 1992   | Amaral Aleixo      | Petro de Luanda         | 20        |
| 1993   | Serginho           | Desportivo da Eka       | 14        |
| 1994   | Kabongo            | Sonangol do Namibe      | 16        |
| 1995   | Serginho           | Desportivo da Eka       | 19        |
| 1996   | César Caná         | Académica Lobito        | 15        |
| 1997   | Zé Neli            | Petro Huambo            | 12        |
| 1998   | Betinho            | Petro de Luanda         | 14        |
| 1999   | Isaac              | Primeiro de Agosto      | 16        |
| 2000   | Blanchard          | Benfica Luanda          | 19        |
| 2001   | Flávio Amado       | Petro de Luanda         | 23        |
| 2002   | Flávio Amado       | Petro de Luanda         | 16        |
| 2003   | André              | Interclube              | 12        |
| 2004   | Love Kabungula     | AS Aviação              | 17        |
| 2005   | Love Kabungula     | AS Aviação              | 13        |
| 2006   | Manucho            | Petro de Luanda         | 16        |
| 2007   | Manucho            | Petro de Luanda         | 14        |
| 2008   | Santana            | Petro de Luanda         | 20        |
| 2009   | David              | Petro de Luanda         | 19        |
| 2010   | Daniel Mpele Mpele | Kabuscorp               | 14        |
| 2011   | Love Kabungula     | Petro de Luanda         | 20        |
| 2012   | Love Kabungula     | Progresso do Sambizanga | 14        |
| 2013   | Albert Meyong      | Kabuscorp               | 20        |
| 2014   | Albert Meyong      | Kabuscorp               | 17        |

## Külső hivatkozások
- Hivatalos honlap